# Нисари
Нисари (1516—1596) — настоящее имя Ходжа Баха ад-Дин Хасан или Хасан Ходжа Накиб ал-Ашраф Бухари. Узбекский поэт эпохи Шейбанидов в Бухарском ханстве.

## Биография
Нисари был поэтическим псевдонимом узбекского поэта Ходжа Баха ад-Дин Хасан или Хасан Ходжа Накиб ал-Ашраф Бухари (1516—1596).
Нисари родился в 1516 году в Бухаре, где провел все свое детство. Начальное образование он получил под руководством своего отца, затем продолжил обучение в медресе Балха, Герата, Казвина и Машхада под руководством известных ученых того времени: Сафи ад-Дина Мустауфи Руми (хадисы), Ма‘сума Хваджи ‘Ишки (методы рецитации Корана), Амира Махди ал-Хусайни (математика и астрономия), Маулана Кийам ад-Дина Балхи (математика и астрономия), Маулана Мухаммада (медицина), Мир Махмуда Бачки (музыка) и ряда других. Нисари стремился к изучению наук и во многих из них был искусен, особенно в науках математических. Был он сведущ в астрономии, знаком с астролябией.
Нисари был сыном узбекского поэта и государственного деятеля Падшах-ходжи б. Сулайман-ходжи б. Йахйа-ходжи б. Харун-ходжи. По матери Нисари является потомком Бахауддина Накшбанда Бухари в шестом колене. Пользовался уважением знати и черни, богатых и бедных. Все «лучшие люди» Бухары поддерживали общение с ним. Его дед, Ходжа ‘Абд ал-Ваххаб, претендовал на физическое и духовное происхождение от Занги-Ата, правнука Мансура-Ата (ум. в 1197 году), бывшего первым духовным преемником Ахмеда Ясави (ум. в 1160 г.), основателя ветви Ясавия.
Хасан-ходжа был знаком с огромным числом людей самых разных сословий. Так, Нисари был дружен с Мухаммад-Рахим-султаном б. Хаджим-ханом Хорезми и вел с ним оживленную переписку. Нисари дружил с одним из крупнейших придворных поэтов бабурида Акбара, Файзи Хинди. Между ними шла оживленная переписка, они обменивались подарками. В 1590—1591 годах в Бухару пришли торговцы из Лахора и привезли Нисари письмо от Файзи, в котором последний сообщал о том, что занимает должность малик аш-шуара при дворе Акбара.

## Творчество
Нисари был двуязычным поэтом, писавшим стихи на персидском и тюрки. Около 200 бейтов собственного сочинения включил он в свое тазкира. Поскольку он щедро раздавал дирхемы, то тахаллусом его стало слово «Нисари» («осыпающий дарами»).
Дарвиш ‘Али Чанги в своем сочинении «Тухфат ас-сурур» пишет, что во времена ‘Абдаллаха II Нисари занимал должность малик aш шуара в Бухаре. Он составил поэтический диван. Был большим мастером сочинения касид и использования сложнейших поэтических фигур.
В 1553—1556 годах Нисари путешествовал по бабуридской Индии, а в 1556—1558 годах принимал участие в литературной жизни Османской империи. Оставшуюся часть жизни провел в Бухаре — преподавал и создал свои произведения: «Чар Гулзар» («Четыре Розария»), историческое сочинение «Нафахат ал-кудс» («Дуновение рая»), «Бахарийат» {«Касиды о весне»), прозаическое собрание анекдотов «Хасан ва Хусайн», «Анис ал-‘ушшак» («Собеседник влюбленных»), а также пятисот отдельных бейтов.
В «Тухфат ас-сурур» мы находим ответ Нисари на известную касиду Файзи Хинди «Кашмир», которую он посвятил ‘ Абдаллаху и городу Бухаре.
Основным произведением Нисари было тазкира «Музаккир-и ахбаб» («Воспоминание о друзьях»). «Музаккир-и ахбаб» был завершен в 1566-67 г.

## Смерть
Нисари умер, когда ему было за 80, и был похоронен на территории мазара Баха ад-Дина Накшбанда, у дверей кельи шейха.